# David Granger (bobsleista)
David Granger (ur. 26 czerwca 1903 w Nowym Jorku, zm. w 27 września 2002 tamże) – amerykański bobsleista, srebrny medalista igrzysk olimpijskich.

## Kariera
Największy sukces osiągnął w 1928 roku, kiedy II załoga USA w składzie: Jennison Heaton, David Granger, Lyman Hine, Jay O’Brien i Thomas Doe zdobyła srebrny medal w piątkach na igrzyskach olimpijskich w Sankt Moritz. Był to jego jedyny start olimpijski i zarazem jedyny medal wywalczony na międzynarodowej imprezie tej rangi. Po zakończeniu kariery sportowej został brokerem na New York Stock Exchange. W czasie II wojny światowej służył w United States Army, osiągając stopień majora. Został odznaczony Orderem Imperium Brytyjskiego za pomoc w zaopatrywaniu Wielkiej Brytanii